# Melanie Chartoff
Melanie Chartoff (ur. 15 grudnia 1948 w New Haven w stanie Connecticut, USA) – amerykańska aktorka.
Uczęszczała do West Haven High School a następnie do Adelphi University. Pierwszą rolę Chartoff otrzymała w serialu TV w 1976 roku, pt. Search For Tomorrow gdzie zagrała pielęgniarkę. W 1978 roku zagrała w filmie Hot American Wax
Swoją popularność zyskała dzięki obsadzie w cotygodniowym programie rozrywkowym pt. Piątek stacji ABC, co było odpowiedzią na podobny serial stacji amerykańskiej sieci telewizyjnej NBC pt. Saturday Night Live

## Filmografia
- Fridays (1981) TV (różne postacie)
- Parker Lewis Can't Lose (1990) TV „Grace Musso"
- Rugrats (1991) TV „Didi Pickles"
- Jumanji (1996) TV „Aunt Nora Shepherd"
- The Rugrats Movie (1998) film „Didi Pickles"
- Madeline: Lost in Paris (1999) film „Madeline's Mother” (no voice uncredited)
- Rugrats in Paris: The Movie (2000) film „Didi Pickles"
- All Grown Up (2003) TV „Didi Pickles"
- No Ordinary Family (2010) TV „Iris Mitchell"